# La Distance entre le ciel et nous
Pour plus de détails, voir Fiche technique et Distribution.
La Distance entre le ciel et nous (grec moderne : Η απόσταση ανάμεσα στον ουρανό κι εμάς) est un court métrage gréco-français de Vasílis Kekátos qui obtient la Palme d'or du court métrage lors du Festival de Cannes 2019 ainsi que la Queer Palm du court métrage.  

## Synopsis
Deux inconnus se rencontrent pour la première fois, la nuit, dans une station-service perdue. Alors que le premier fait le plein, il manque quelques euros au second pour rentrer chez lui. Les deux hommes vont marchander le prix de ce qui les sépare d’une histoire.

## Fiche technique
- Scénario et réalisation : Vasílis Kekátos
- Production : Eléni Kossyfídou, Delphine Schmit et Guillaume Dreyfus
- Chef opérateur : Giórgos Valsamís
- Monteur : Stámos Dimitrópoulos
- Son : Yánnis Antýpas, Persefóni Míliou, Vália Tsérou
- Langue : grec moderne

## Distribution
- Nikolákis Zegínoglou
- Iōko Ioánnis Kotídis

## Festivals et récompenses
- Festival de Cannes 2019 : Palme d'or du court métrage et Queer Palm[2]
- Festival de Telluride 2019
- Festival de Drama 2019 : Prix du meilleur réalisateur et Prix du meilleur acteur